# Dorothy Lamour
Dorothy Lamour (Nova Orleans, Louisiana, 10 de desembre de 1914 - Los Ángeles, Califòrnia, 22 de setembre de 1996) va ser una actriu de cinema i cantant estatunidenca. Se la recorda sobretot per treballar en la sèrie de reeixides comèdies Road to..., amb Bing Crosby i Bob Hope, i per la seva imatge exòtica i sensual embolicada amb un sarong de seda.

## Primers anys
Lamour va néixer a Nova Orleans, Louisiana, com a Mary Leta Dorothy Slaton, filla de Carmen Louise LaPorte i John Watson Slaton, tots dos cambrers, d'origen espanyol i irlandès. El matrimoni dels seus pares va durar només uns anys; la seva mare es va tornar a casar amb Clarence Lambour, i Dorothy va prendre el seu cognom. Aquest matrimoni també va acabar en divorci quan Dorothy era una adolescent. L'economia familiar era tan desesperada que quan tenia 15 anys, va falsificar la signatura de la seva mare en un document que l'autoritzava a abandonar el col·legi. Més tard, va assistir a una escola de secretariat per a la qual no necessitava el diploma de l'escola secundària. Després de guanyar el 1931 el concurs de bellesa Miss Nova Orleans, la seva mare i ella es van mudar a Chicago, on Dorothy guanyava 17 dòlars a la setmana com a ascensorista en els magatzems Marshall Field. No tenia formació com a cantant, però un amic la va convèncer perquè es presentés per a un anunci amb Herbie Kay, un director d'orquestra que tenia un programa nacional de ràdio anomenat «The Yeast Foamers».

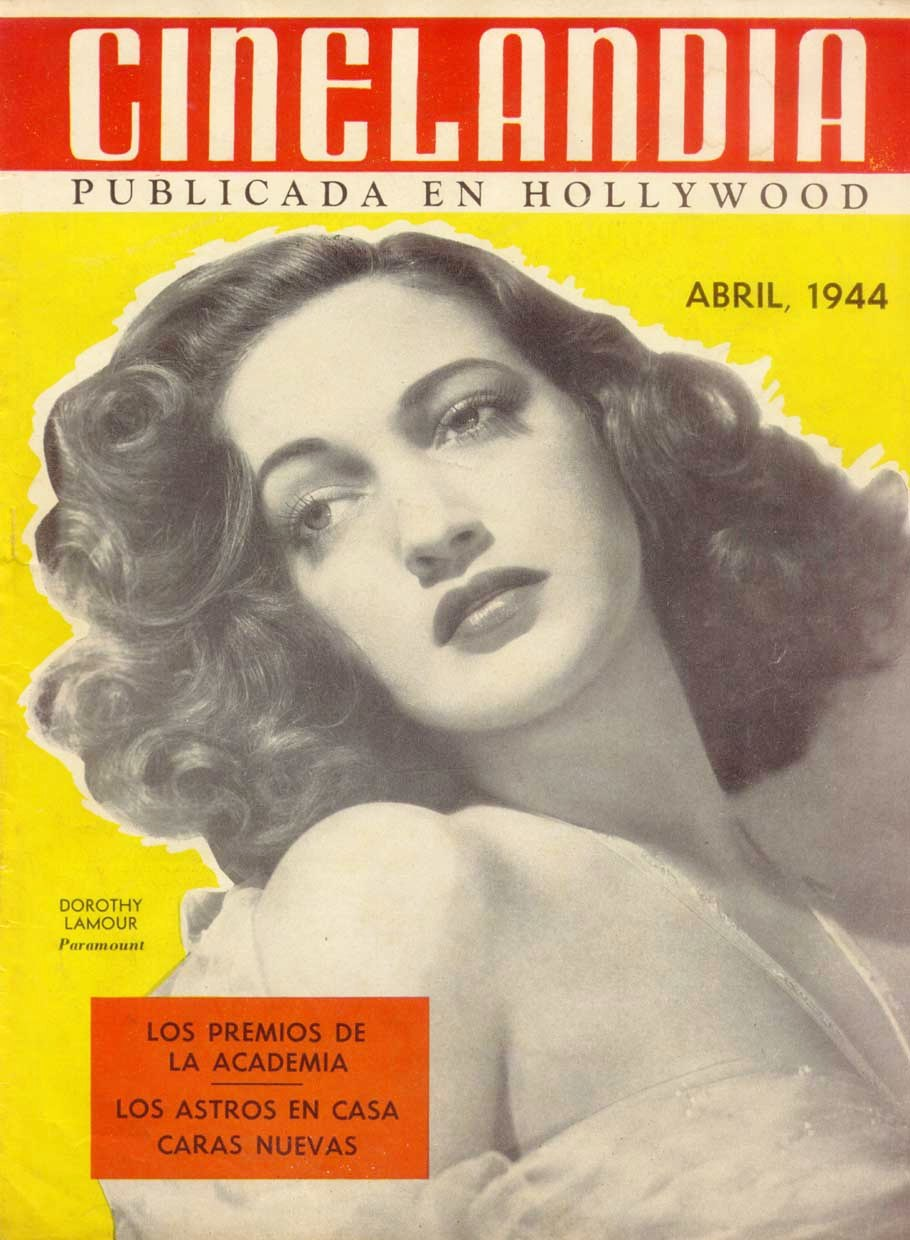

Va deixar l'orquestra de Kay i es va traslladar a Manhattan, on Rudy Vallee, un cantant conegut en aquells dies, la va ajudar a aconseguir un treball de cantant en un conegut night club, El Morocco. Va treballar també a 1 Fifth Avenue, un cabaret on va conèixer Louis B. Mayer, magnat dels estudis MGM, que li va organitzar una prova de càmera, que la portà a ser contractada per la Paramount el 1935. Aquest mateix any va aconseguir el seu propi programa musical de 15 minuts a l'NBC Ràdio. També va cantar en el conegut programa de ràdio de Rudy Vallee. Quan estava en l'apogeu de la seva popularitat, els seus fans van suggerir que el seu cognom havia estat creat per un agent a partir de la paraula francesa "amour". Però havia estat ella qui la va adaptar a partir de Lambour.

## Carrera

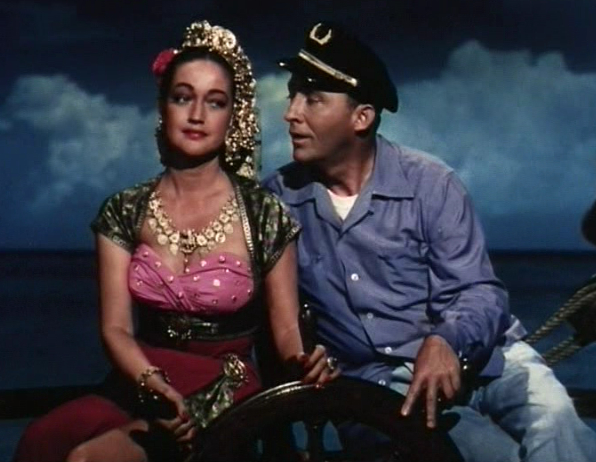
Dorothy Lamour amb Bing Crosby a Road to Bali.

El 1936 es va traslladar a Hollywood i, després d'un primer paper com a ballarina sense acreditar a College Holiday (1936), va treballar regularment en pel·lícules de la Paramount Pictures. El paper que la va convertir en una estrella va ser el d'Ulah, una mena de Tarzan femenina, a The Jungle Princess (1936) amb Ray Milland. Va seguir un paper de suport en un musical de Carole Lombard i Fred MacMurray, Swing High, Swing Low (1937), on va arribar a cantar «Panamania». Va ser la més destacada a The Last Train from Madrid (1937). Lamour va donar suport a Irene Dunne i Randolph Scott a High, Wide and Handsome (1937), cantant «The Things I Want».

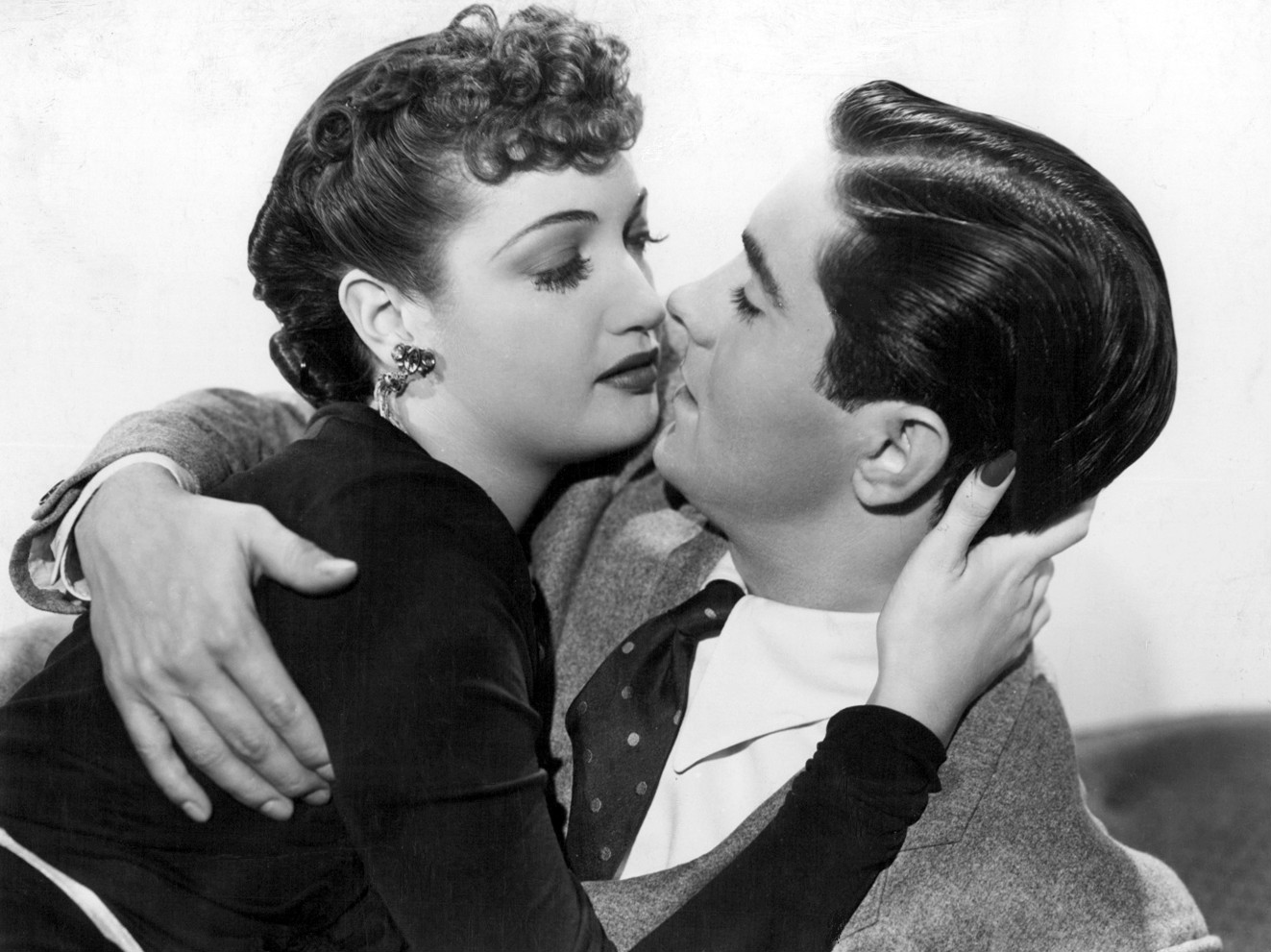
Tyrone Power i Lamour en el film de 1949 Johnny Apollo

Mentre guanyava fama com a símbol sexual, Lamour va demostrar talent com a actriu còmica i dramàtica. Va estar entre les actrius més populars del cinema entre 1936 i 1952. Va treballar a la sèrie de pel·lícules Road to... amb Bing Crosby i Bob Hope als anys 40 i 50, pel·lícules que van ser grans èxits populars i que cada any se situaven entre les més taquilleres. El 1940 va protagonitzar Road to Singapore, i al 1941 Road to Zanzibar. Després de Beyond the Blue Horizon (1942) va arribar la seva tercera pel·lícula «Road to...», Road to Morocco (1942). I seguiren Road to Utopia (1946) i Road to Rio (1947).
La sèrie va finalitzar amb Road to Bali (1952), quan Lamour va iniciar el seu declivi, mentre que Crosby i Hope van continuar en el negoci. Durant els anys de la Segona Guerra Mundial, Lamour era una de les pinups més populars entre els soldats, amb Betty Grable, Rita Hayworth, Lana Turner i Veronica Lake. Lamour va ser en gran manera responsable de posar en marxa les gires de bons de guerra, en què estrelles de cinema viatjaven per tot el país venent bons del govern al públic. Només Lamour va promoure la venda d'uns 21 milions de dòlars en bons de guerra.
Altres pel·lícules de Lamour són:

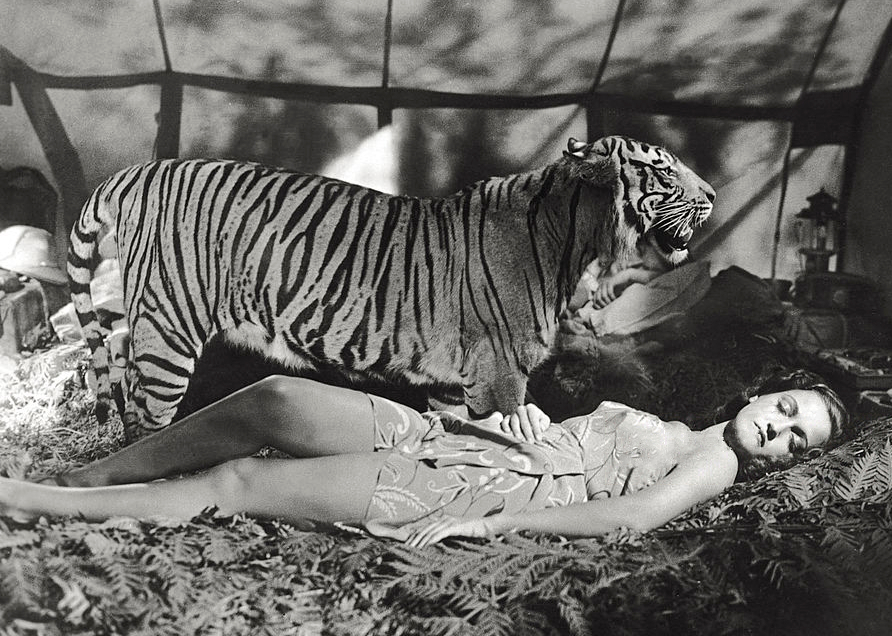
Dorothy Lamour a Beyond the Blue Horizon (1942)

- Huracà sobre l'illa (The Hurricane), de John Ford  (1937)
- Spawn of the North (1938)
- Disputed Passage (1939)
- Johnny Apollo (1940)
- Aloma of the South Seas (1941)
- Beyond the Blue Horizon (1942)
- Dixie (1943)
- A Medal for Benny (1945)
- Morena i perillosa (My Favourite Brunette, 1947)
- On Our Merry Way (1948)
- L'espectacle més gran del món (The Greatest Show on Earth, 1952), guanyadora de l'Oscar a la millor pel·lícula.
- La taverna de l'irlandès (Donovan's Reef, 1963).

Va treballar amb William Holden, Tyrone Power, Ray Milland, Henry Fonda, Jack Benny, George Raft i Fred MacMurray.
En els primers anys 50 la seva carrera es va anar apagant, i va començar una nova carrera com a animadora de club nocturn i ocasionalment com a actriu de teatre. En els anys 60 va tornar a la pantalla, amb papers secundaris, en tres pel·lícules i al teatre, amb la gira de Hello Dolly, que va durar un any, prop del final de la dècada.

## Últims anys
El bon humor de Lamour i la seva falta de pretensions li van permetre tenir una carrera molt llarga en el món de l'espectacle. Va ser una atracció en el circuit del dinner theater dels 70. En els 60 i 70 vivia amb el seu marit, Liamos Ross Howard III (amb el qual s'havia casat el 1943), a Baltimore, Maryland. Ell va morir el 1978. Lamour va publicar la seva autobiografia, My Side of the Road, el 1980. Va tornar a actuar en clubs nocturns i va intervenir en obres i sèries de televisió com ara Hart to Hart, Crazy Like a Fox i S'ha escrit un crim.

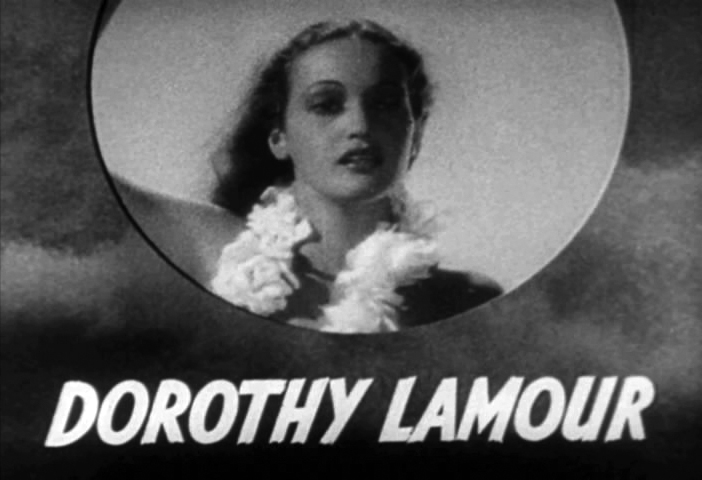
Dorothy Lamour a Huracà sobre l'illa

Durant els anys 1990, només va treballar en comptades ocasions però li van fer diverses entrevistes en revistes i programes televisius. El 1995, es va estrenar a Broadway el musical Swinging on a Star, una revisió de cançons escrites per Johnny Burke, i es va mantenir tres mesos en cartell. Lamour apareixia en els crèdits com a «assessora especial». Burke va ser autor de moltes de les més famoses cançons de la sèrie de pel·lícules «Road to...». El musical va ser nominat per als premis Tony i també ho va ser l'actriu que feia el paper de Dorothy Lamour, Kathy Fitzgerald.
Lamour va morir a la seva casa de North Hollywood, Califòrnia, als 81 anys. Va ser enterrada en el cementiri Forest Lawn, de Hollywood Hills, a Los Angeles, Califòrnia.

## Llegat i memòria
Per la seva contribució a la indústria de la ràdio i el cinema, Lamour té dues estrelles al Passeig de la Fama de Hollywood. La seva estrella per les seves contribucions a la ràdio es troba al 6240 Hollywood Boulevard, i la seva estrella per les seves contribucions al cinema es troba al 6332 Hollywood Boulevard.
El sarong que lluiria en algunes de les seves pel·lícules, creats per la dissenyadora guanyadora de l'Oscar Edith Head, es troba a la col·lecció de vestuari de la Smithsonian Institution.
El 1980 va publicar la seva autobiografia, My Side of the Road.